# Nevill Coghill
Nevill Henry Kendal Aylmer Coghill (* 19. April 1899 in Castletownshend, County Cork, Irland; † 6. November 1980) war ein irisch-britischer Literaturwissenschaftler, der vor allem für seine modernen englischen Version von Geoffrey Chaucers Canterbury Tales (entstanden um 1387) bekannt wurde. Er war darüber hinaus als Drehbuchautor und Regisseur tätig.

## Leben
Nevill Coghill war der Sohn von Sir Egerton Bushe Coghill und Elizabeth Hildegarde Augusta Somerville und wurde im „Castle Townshend“ geboren. Er besuchte das Haileybury College in Hertfordshire. Während des Ersten Weltkriegs, in dem er von 1917 bis 1919 eingesetzt war, stieg er bis zum Rang eines Lieutenants im Dienste der Royal Field Artillery auf. Im Jahr 1922 graduierte Coghill am Exeter College der Universität Oxford mit einem Bachelor of Arts (BA). 1925 machte er dort seinen Master of Arts (MA) und war bis 1967 Fellow am Exeter College. Des Weiteren war er zwischen 1957 und 1966 Professor für englische Literatur am Merton College ebenfalls in Oxford.
Er übersetzte Geoffrey Chaucers The Canterbury Tales (von Coghill 1957 veröffentlicht), die er auch für Theateraufführungen oder als Musical anpasste. Diese und Texte von William Langland fertigte er zunächst für das BBC Radio, später wurden sie veröffentlicht. Er war Direktor der Oxford University Dramatic Society und produzierte 1949 The Tempest von William Shakespeare. Des Weiteren war er Mitglied des literarischen Zirkels „Die Inklings“, denen auch J. R. R. Tolkien und C. S. Lewis oder Owen Barfield angehörten.
Familie
Coghill heiratete am 24. März 1927 Elspeth Nora Harley, die Tochter von Richard James Harley, von der er 1933 geschieden wurde. Aus der Ehe ging eine Tochter,
Rosemary Caroline Coghill (* 25. Juli 1928) hervor.

## Filmografie
Drehbuch
- 1967: Doktor Faustus (Doctor Faustus, auch Regie)
- 1969: The Canterbury Tales (Fernsehserie, 7 Folgen)

## Schriften
- The Pardon of Piers Plowman. Oxford University Press, 1945.
- The Masque of Hope. Oxford University Press, 1948. (Sonderausgabe anlässlich des Besuchs von Königin Elisabeth an der Oxford University am 25. Mai 1948).
- The Poet Chaucer. Oxford University Press, 1949.
- Nevill Coghill, Muriel Clara Bradbrook, John William Robinson: Geoffrey Chaucer. – Writers and their work. 1956. (Neuauflage: Longman, ISBN 978-0-582-01079-6).
- Geoffrey Chaucer: The Canterbury Tales. Penguin, Harmondsworth, Middlesex, 1957. (Neuauflage: Penguin Classics, 2012, ISBN 978-0-14-042438-6).
- Nevill Coghill (Herausgeber): The Tragedy of Romeo and Juliet. The Folio Society, London 1960, DNB 1001584627, (William Shakespeare).
- Shakespeare’s Professional Skills 1964.
- Langland: Piers Plowman. 1964.
- Chaucer’s Idea of What Is Noble. 1971, ISBN 0-19-721485-1.
- Collected Papers. 1988, ISBN 0-7108-1233-7.